# Epsilon Ursae Minoris

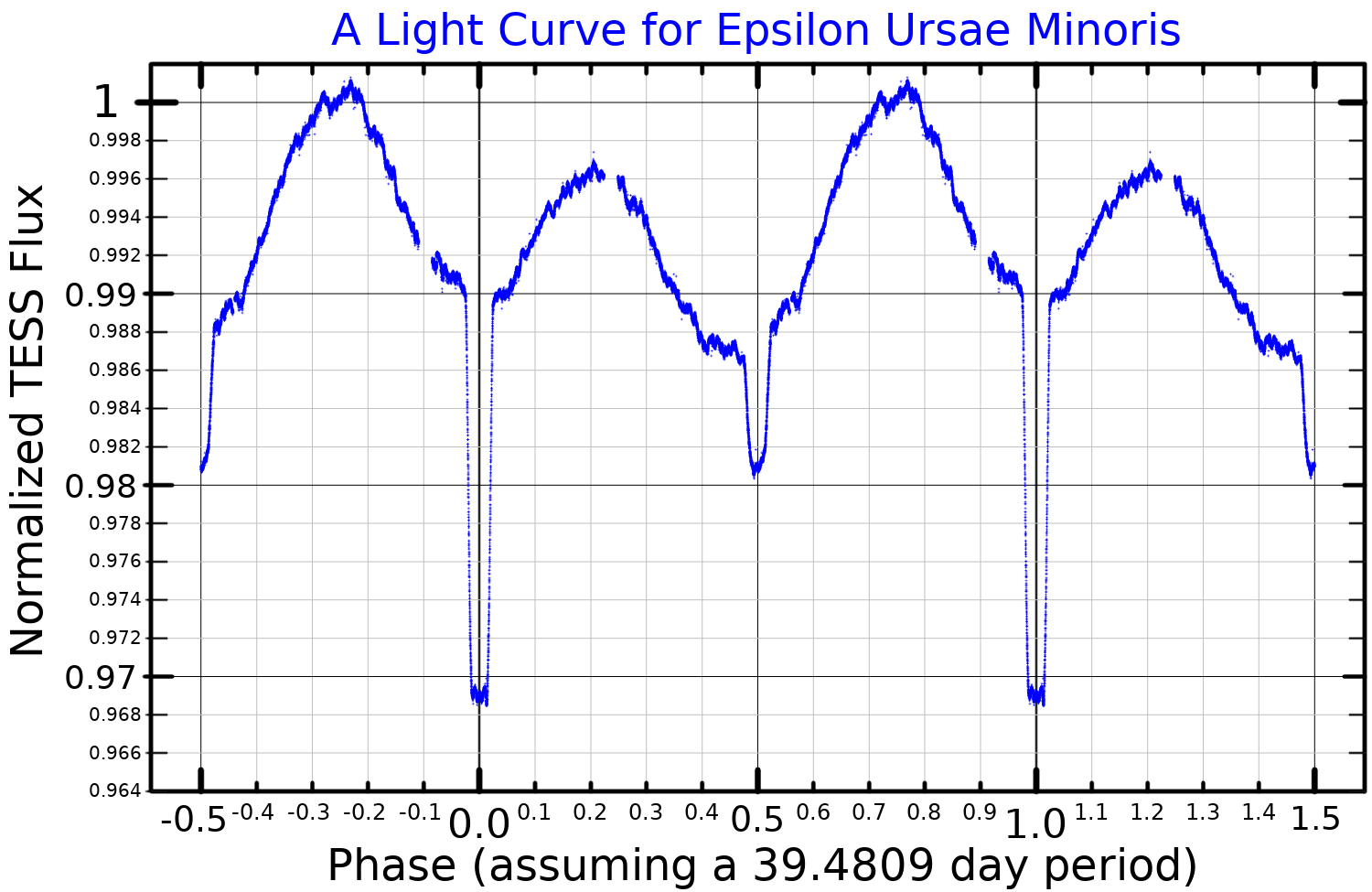
Lichtkromme van Epsilon Ursae Minoris

Epsilon Ursae Minoris is een ster in het sterrenbeeld Kleine Beer (Ursa Minor).
De ster wordt ook wel Urodelus genoemd, maar staat niet onder deze naam in de moderne catalogi.
De hoofdster is een spectroscopische dubbelster met een onderlinge scheiding van 0,36 AE. Deze geringe afstand tussen de sterren heeft een snelle rotatiesnelheid van de ster als gevolg en dat geeft deze ster de eigenschappen van een RS CVn-type veranderlijke ster